# الزراعة في النمسا

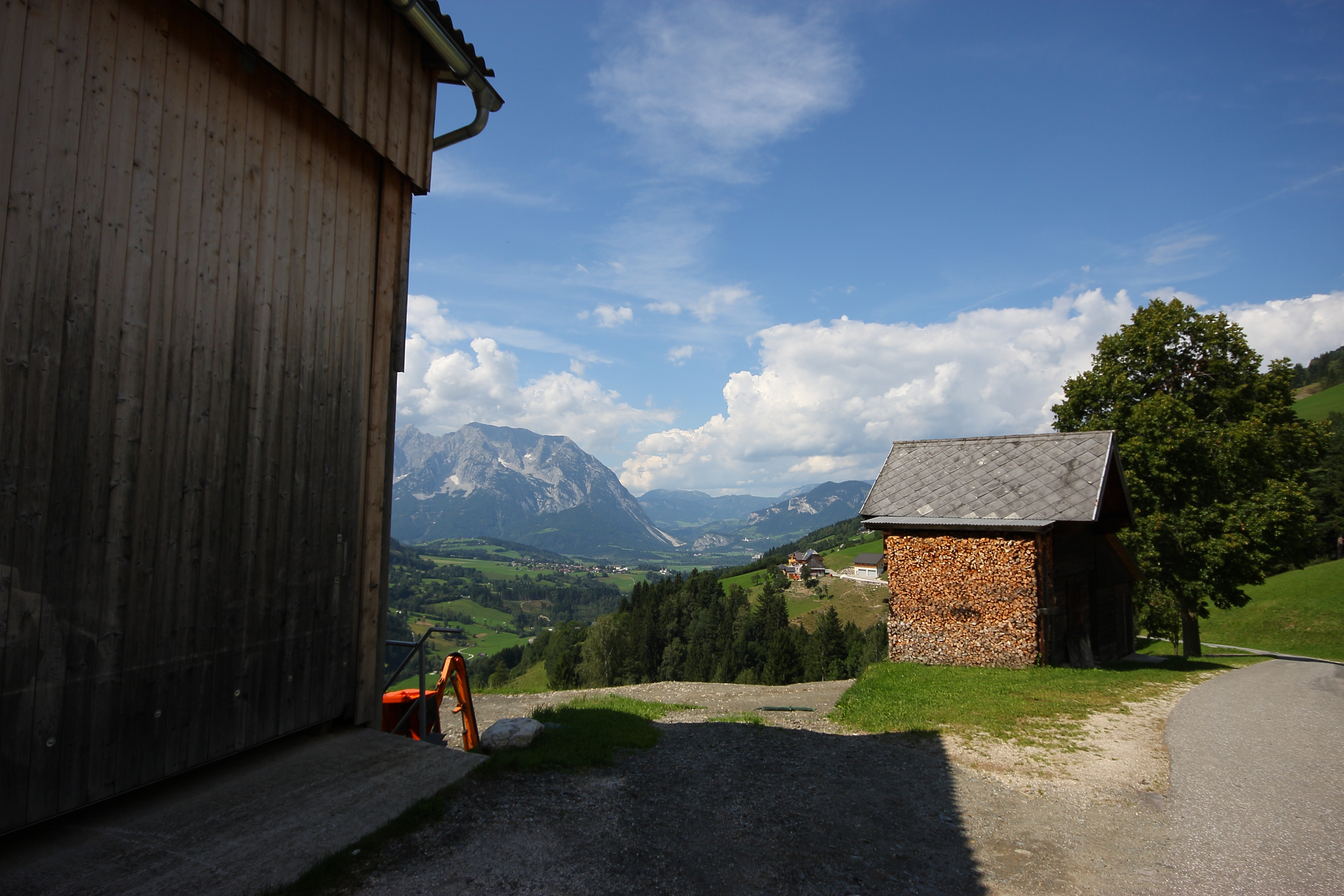
مزرعة في النمسا

انخفضت حصة الزراعة في النمسا في الاقتصاد النمساوي بشكل مطرد بعد الحرب العالمية الثانية، ولا تزال الزراعة تمثل عنصراً مهماً في الاقتصاد بسبب أهميتها الاجتماعية والسياسية. تظل غرفة الزراعة على قدم المساواة مع غرف التجارة والعمل، على الرغم من أن أعضائها لا ينتجون سوى جزء ضئيل من الناتج المحلي الإجمالي الذي ينتجه العمال الصناعيون والتجاريون.

## إنتاج
أنتجت النمسا في 2018:
- 2.3 مليون طن من بنجر السكر (يستخدم البنجر في صناعة السكر والإيثانول)،
- 2.1 مليون طن من الذرة،
- 1.3 مليون طن من القمح،
- 697 ألف طن البطاطس،
- 695 ألف طن من الشعير،
- 387 ألف طن التفاح،
- 367 ألف طن من العنب،
- 278 ألف طن من الشيقم،
- 184 ألف طن من فول الصويا،
- 177 ألف طن من الجاودار (ثاني أكبر منتج في العالم)،
- 132 ألف طن من البصل،
- 120 ألف طن من بذور اللفت،
- 111 ألف طن من الكمثرى،

بالإضافة إلى إنتاج أصغر من المنتجات الزراعية الأخرى.

## دور الحكومة
في النمسا، كما هو الحال في معظم البلدان الشرقية الأخرى، لعبت الحكومة دوراً مهماً في الزراعة منذ نهاية الحرب العالمية الثانية. ركزت الحكومة على تخفيف الآثار الاجتماعية والإقليمية والاقتصادية وحتى البيئية لتدهور القطاع، فضلاً عن تأخير الانحدار نفسه.
تم تنفيذ السياسة الزراعية بأهداف مختلفة وبقوانين وسياسات مختلفة حسب الأوقات. في أوائل سنوات ما بعد الحرب، كانت الأهداف الأكثر أهمية هي البقاء والاكتفاء الذاتي. كبلد فقير ، تحتاج النمسا إلى أن تكون قادرة على إطعام نفسها إذا كان لسكانها البقاء على قيد الحياة.
ومع ذلك، بحلول الخمسينيات من القرن الماضي، كانت السياسة قد تغيرت إلى منظور عالمي أكثر، مع الحفاظ على الاقتصاد الزراعي التقليدي سليماً. أرادت الحكومة حماية الإنتاج المحلي، واستقرار الأسواق الزراعية، وحماية دخل المزارعين، وتحسين قدرة القطاع على المنافسة في النمسا وفي الخارج. على نحو متزايد، بدأت الحكومة تؤمن بأهمية الحفاظ على المجتمع الريفي كهدف في حد ذاته، لأسباب اجتماعية، ولحماية البيئة وتشجيع السياحة. وبسبب هذه الأهداف، تعكس السياسة الزراعية، أكثر من أي سياسة اقتصادية أخرى، مزيجاً من الأهداف والاهتمامات الاقتصادية وغير الاقتصادية. ومع ذلك، فإن الهدف الرئيسي هو الحفاظ على العدد الحالي من المزارع قدر الإمكان.
ضمن هيكل الشراكة الاجتماعية، تعمل العديد من المنظمات للحفاظ على دخل المزارع وبالتالي وجود المزرعة، من بينها مجلس الحبوب ومجلس الألبان ولجنة الثروة الحيوانية واللحوم. تحدد هذه المنظمات أسعار الدعم الأساسية، مع مراعاة التكاليف المحلية والعرض والطلب المحليين، مع روابط ضعيفة فقط بأسعار السوق العالمية.
تستخدم المجالس واللجان مجموعة متنوعة من التدابير لتحقيق أغراضها العامة. ومن بين هذه الإجراءات قيود الاستيراد، مثل ضوابط الحدود وضوابط الدخول - وبعضها قد يتم التفاوض عليه بشكل ثنائي - ورسوم الاستيراد المتغيرة. إذا كانت قيود الاستيراد غير كافية للحفاظ على الأسعار بسبب فائض الإنتاج، يتم تصدير الفائض بأسعار مدعومة (مع الدعم الذي يأتي عادة من السلطات الفيدرالية أو الإقليمية). تطبق السلطات أيضًا ضوابط الإنتاج، مثل حصص المبيعات أو الحدود، على حجم وكثافة حيازات الثروة الحيوانية. توجد حصص للعديد من المنتجات المختلفة، وعادة ما يتم تحديد الحصص على أساس الإنتاج السابق. توجد أيضًا ضوابط وحدود على الأسعار والجودة ، لا سيما فيما يتعلق بالأسعار المختلفة لمختلف درجات القمح أو الحليب. يمكن للحكومة أيضًا دفع مكملات الدخل المباشر، لكن هذه المدفوعات تقتصر عموماً على مناطق زراعية جبلية معينة ومناطق أخرى محرومة بنفس القدر. يتم دفع الإعانات بشكل أساسي من قبل الحكومة الفيدرالية ولكن قد تدفعها في بعض الحالات الحكومات الإقليمية.
بسبب النظام المعقد لدعم الأسعار والقيود المفروضة على الوصول إلى الأسواق، يكاد يكون من المستحيل حساب الحصة الدقيقة لتكاليف الدعم للحكومة والمستهلكين. يقدر الخبراء أن التكلفة الإجمالية التي تتحملها الحكومة الفيدرالية والحكومات الأخرى للدعم الزراعي والغابات خلال أواخر الثمانينيات كانت حوالي 16 مليار دولار أمريكي سنوياً، وهو مستوى كان من الممكن أن يكون تقريباً على نفس المستوى مثل العديد من منظمة التعاون الاقتصادي الأخرى. وحكومات التنمية (OECD) ولكن أعلى بقليل من متوسط المفوضية الأوروبية.
قدر معهد البحوث الاقتصادية Österreichisches Institut für Wirtschaftsforschung (WIFO) بعد دراسة رئيسية أجريت عام 1989 أن حوالي 71 في المائة من تكلفة الدعم الزراعي يتحملها المستهلكون في شكل أسعار أعلى، مع تحمل دافعي الضرائب النسبة المتبقية البالغة 29 في المائة من خلال هذه البرامج المختلفة. كدعم مباشر وغير مباشر على مستوى الاتحاد والمقاطعات أو أنواع مختلفة من تنظيم السوق.
سيكون لقرار النمسا بالانضمام إلى الاتحاد الأوروبي آثار معينة على الزراعة والغابات. أسعار الدعم في النمسا أعلى من تلك المحددة بموجب السياسة الزراعية المشتركة للاتحاد الأوروبي (CAP)، على الرغم من أن النظامين متشابهان من نواح كثيرة. تبلغ تكاليف الدعم الذي تتحمله الحكومة النمساوية نفس المستوى تقريبًا مثل تلك الموجودة في الاتحاد الأوروبي، لكن تكاليف الدعم التي يتحملها المستهلك أعلى، لذا فإن أسعار المواد الغذائية في النمسا أعلى بنحو 30 في المائة من تلك الموجودة في الاتحاد الأوروبي. وبالتالي ، فإن الاندماج الكامل في الاتحاد الأوروبي سيضطر إلى إجراء عدد من التعديلات في النمسا. قد تكون هذه التعديلات أكثر حدة إذا أصبحت فعالة في نفس الوقت الذي تدخل فيه بعض دول أوروبا الشرقية ذات تكاليف الإنتاج المنخفضة إلى الاتحاد الأوروبي. يعتمد الكثير، بالطبع، على أي إصلاحات قد تحدث في السياسة الزراعية المشتركة.

## هيكل الزراعة
على الرغم من جهود الحكومة للحفاظ على الزراعة ، لم يكن هناك مقاطعة واحدة لديها ما يصل إلى 10 في المائة من السكان العاملين في الزراعة والغابات بحلول عام 1991. في بداية السبعينيات ، كانت جميع المقاطعات باستثناء مقاطعتين ( فيينا وفورارلبرغ ) تضم أكثر من 10 في المائة من سكانها يعملون في الزراعة. يتناقض هذا بشكل ملحوظ مع الوضع في عام 1934، عندما كان أكثر من 30 في المائة من سكانها يعملون في الزراعة باستثناء هاتين المقاطعتين. خلال هذه الفترة التي امتدت لجيلين، كان الانخفاض في عدد سكان المزارع النمساوية سريعًا مثل أي انخفاض في العالم الغربي.
من إجمالي مساحة النمسا التي تبلغ حوالي 84000 كيلومتر مربع، يتم استخدام حوالي 67000 كيلومتر مربع للزراعة والغابات. ما يقرب من نصف هذه المساحة عبارة عن غابات، والباقي أراضي صالحة للزراعة والمراعي.
استحوذت الزراعة والغابات على حوالي 280000 شركة في عام 1986، بمتوسط حوالي 23 هكتارًا. كان هناك حوالي 4500 مزرعة شركات. خارج تلك المزارع ، كان ثلث المزارعين فقط هم مزارعون متفرغون أو شركات زراعية. أكثر من نصف المشاريع الزراعية كانت أصغر من عشرة هكتارات ؛ حوالي 40 في المائة كانت أصغر من خمسة هكتارات. مثلما انخفض عدد المزارعين منذ فترة طويلة، كان عدد المزارع أيضًا في انخفاض.
تسود العمالة الأسرية ، خاصة في المناطق الجبلية وفي المزارع الصغيرة. تم تصنيف ثلث جميع مؤسسات الزراعة والغابات فقط كمهن بدوام كامل في عام 1986. نصف هذه الشركات هي أوقات فراغ، أي أقل من نصف العمالة المنزلية مكرسة للزراعة أو الحراجة. الباقي بدوام جزئي. غالباً ما يقوم المزارعون بدوام جزئي ووقت الفراغ برعاية المزارع التي تصل مساحتها إلى عشرة هكتارات بدلاً من المزارعين المتفرغين. بالنسبة لمعظم أصحاب المزارع والعاملين، فإن الدخل غير الزراعي مهم، إن لم يكن أكثر أهمية، من دخل المزرعة.
على الرغم من انخفاض عدد المزارعين وحصة الزراعة من الناتج المحلي الإجمالي منذ عام 1960، فقد ارتفع الإنتاج الزراعي. اعتباراً من أوائل التسعينيات، كانت النمسا مكتفية ذاتيًا في جميع الحبوب ومنتجات الألبان وكذلك في اللحوم الحمراء. وقد تحقق هذا المكاسب بسبب المكاسب الكبيرة في إنتاجية العمالة الزراعية.
تتركز قيمة الإنتاج الزراعي والغابات بشكل كبير في المحاصيل الحقلية واللحوم ومنتجات الألبان، ويأتي معظمها من تربية الحيوانات. نظراً لأن أجزاء كبيرة من النمسا هي مناطق جبلية، فإن مناطق الأراضي المنخفضة في شرق النمسا وبعض الأجزاء المسطحة الأصغر في غرب وشمال النمسا مناسبة لإنتاج المحاصيل وأشكال تربية الحيوانات الأكثر كثافة. يستخدم ما تبقى من الأرض للغابات وتربية الحيوانات الأقل كثافة، ومعظمها يستفيد من المراعي الجبلية.